# Миннеаполис/Сент-Пол

Схема взлётно-посадочных полос Международного аэропорта Миннеаполис/Сент-Пол

Международный аэропорт Миннеаполис/Сент-Пол имени Уолда и Чемберлена (ИАТА: MSP, ИКАО: KMSP, FAA LID: MSP) — аэропорт совместного базирования в агломерации Миннеаполис/Сент-Пол, крупнейший коммерческий аэропорт пяти штатов Верхнего Среднего Запада — Миннесоты, Айовы, Северной Дакоты, Южной Дакоты и Висконсина. Аэропорт находится в ведении Центральной комиссии аэропортов Миннесоты, которая управляет ещё шестью аэропортами более мелкого масштаба.
Согласно статистическим данным в 2008 году Международный аэропорт Миннеаполис/Сент-Пол занял 16-е место среди аэропортов США и 30-е место среди всех аэропортов мира по числу обслуженных за год пассажиров и 16-е место в списке всех аэропортов мира по количеству взлётов и посадок воздушных судов в год. В настоящее время из аэропорта выполняются регулярные беспосадочные рейсы по 130 маршрутам, 116 из которых находятся внутри США и 14 — за пределами страны. По показателю отношения числа беспосадочных маршрутов к количеству населения обслуживаемой территории Международный аэропорт Миннеаполис/Сент-Пол находится на втором месте в США после Международного аэропорта Денвер. MSP является аэропортом совместного базирования и имеет второе официальное название Военно-воздушная база Миннеаполис/Сент-Пол резерва ВВС США, обеспечивая при этом деятельность Командования резерва ВВС США и Военно-воздушных сил Национальной гвардии США.
Основная часть инфраструктуры аэропорта, включая оба здания пассажирских терминалов, расположены в статистически обособленной местности Форт-Снеллинг округа Хэнепин (Миннесота), остальные объекты инфраструктуры находятся в городской черте Миннеаполиса. Вся территория аэропорта расположена около реки Миссисипи, на другом берегу которой находится второй крупный город агломерации — Сент-Пол. В нескольких минутах ходьбы от здания пассажирского терминала функционирует крупнейший в стране гипермаркет Mall of America. Несмотря на то, что порт фактически находится в центре большого мегаполиса, тщательно разработанные и выверенные маршруты заходов самолётов на посадку гарантируют отсутствие полётов воздушных судов над населёнными районами на малой высоте.
Международный аэропорт Миннеаполис/Сент-Пол является одним из основных узловых аэропортов магистральной авиакомпании США Delta Air Lines и её региональных партнёров Compass Airlines, Mesaba Airlines и Pinnacle Airlines, работающих под брендом магистрала Delta Connection, при этом авиакомпания Mesaba Airlines имеет в Миннеаполисе свою штаб-квартиру. На долю Delta Air Lines и её партнёров приходится более 80 % всего пассажирского трафика аэропорта. MSP также является хабом для бюджетного авиаперевозчика Sun Country Airlines.
Свою историю аэропорт ведёт с начала XX века, когда несколько местных бизнесменов Миннеаполиса взяли в аренду территорию обанкротившегося ипподрома «Твин-Сити Спидуэй», построили небольшую взлётно-посадочную полосу на расчищенной траве и переименовали территорию в Аэродром Спидуэй-Филд. В 1921 году аэродром сменил своё название на Уолд-Чемберлен-Филд в честь пилотов Первой мировой войны Эрнеста Гроувса Уолда и Кира Фосса Чемберлена. Очередное переименование аэродрома состоялось в 1944 году, порт получил название Центральный аэропорт Миннеаполис/Сент-Пол Уолд-Чемберлен-Филд, а четыре года спустя слово «Центральный» в названии было заменено на «Международный». В настоящее время приставка «Уолд-Чемберлен-Филд» используется крайне редко, поэтому основным названием является «Международный аэропорт Миннеаполис/Сент-Пол».
Эксплуатируемое в современном периоде здание пассажирского терминала имени Чарльза Линдберга было построено в 1962 году, а здание второго терминала имени Хьюберта Хамфри — в 2001 году.

## Общие сведения
Международный аэропорт Миннеаполис/Сент-Пол работает в двух пассажирских терминалах, оба здания названы в честь известных людей — уроженцев штата Миннесота. Первый терминал носит имя известного лётчика Чарльза Линдберга и состоит из семи конкорсов, обозначенных буквами с A до G. Второй терминал назван именем 38-го вице-президента США Хьюберта Хорейшо Хамфри и имеет маркировку «Конкорс H».
Оба пассажирских терминала имеют собственные станции Синей линии, которые носят названия Линдберг-Стейнш и Хамфри-Стейшн по названиям соответствующих конкорсов аэровокзала. Эта линия легкорельсового транспорта соединяет аэропорт с центральной частью Миннеаполиса и гипермаркетом «Mall of America» в пригороде Блумингтона, а также используется в качестве трансферной транспортной линии между зданиями терминалов аэропорта. Между двумя этими станциями проезд бесплатен, а перегон работает круглосуточно (в отличие от самой линии, ночью прерывающей работу на 4 часа). Станция Терминала «Линдберг» расположена под землёй, рельсы выходят на поверхность около терминала «Хамфри». Вся система железнодорожного транспорта вблизи аэровокзального комплекса оборудована усиленными системами безопасности, параллельные туннели имеют усиленные конструкции, направленные на предотвращение последствий возможных террористических актов. Подземная часть ветки стала самой дорогостоящей частью всего проекта данной магистрали.
На протяжении долгого периода и до слияния в 2008 году с авиакомпанией Delta Air Lines магистральный перевозчик Northwest Airlines (NWA) был крупнейшим оператором Международного аэропорта Миннеаполис/Сент-Пол. В прошлом руководство NWA и ряда других авиакомпаний предлагали проект по строительству нового современного аэропорта в пограничной зоне между городами Миннеаполис и Сент-Пол, способного обслуживать большие реактивные лайнеры трансатлантических международных маршрутов, с последующим переносом всех рейсов в новый аэропорт. Муниципалитеты Миннеаполиса и других находящихся поблизости городов по экономическим причинам выступили против данного проекта, однако обязали Центральную комиссию аэропортов Миннеаполиса (MAC) провести работы по обеспечению всех близлежащих жилых домов системами звукоизоляции и кондиционирования воздуха. Позднее, в 2004 году MAC вынесла проект по сокращению расходов на финансирование звукопоглощающих систем, приводя в качестве своего главного аргумента резкое снижение прибыли в авиационной отрасли после событий 11 сентября 2001 года. Несмотря на все приведённые обоснования, мэр Миннеаполиса Реймонд Томас Райбек (младший) пообещал, что городская администрация будет оспаривать любое снижение расходов на звукопоглощающие системы и системы кондиционирования воздуха в жилых домах вблизи аэропортовой зоны.

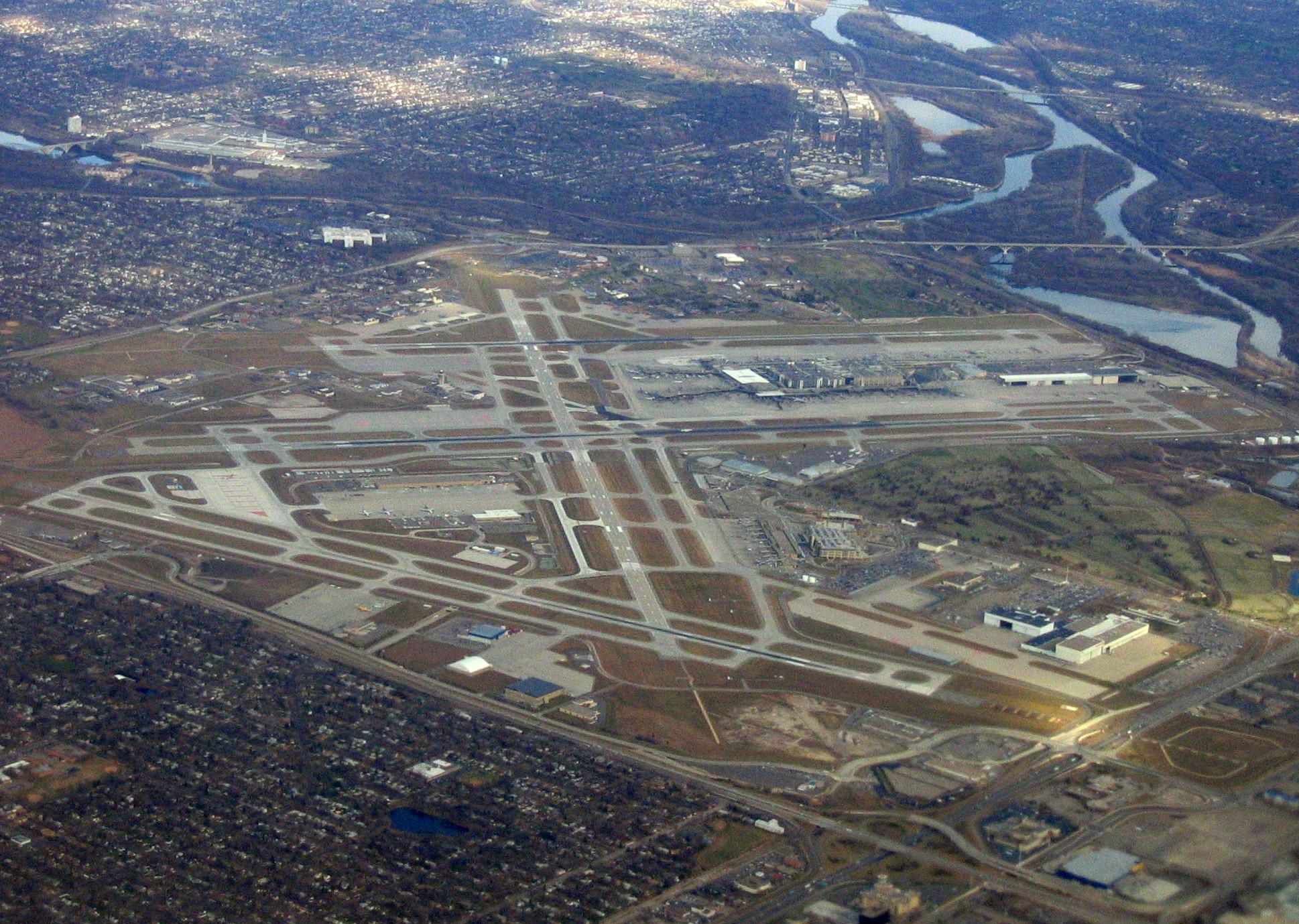
Международный аэропорт Миннеаполис/Сент-Пол с высоты птичьего полёта

В 1970 году вышел в прокат Фильм-катастрофа «Аэропорт», съёмки которого проводились на территории Международного аэропорта Миннеаполис/Сент-Пол, выступившего в роли вымышленного чикагского аэропорта. В дальнейшем продолжения фильма, а также несколько других фильмов-катастроф, также снимались на территории аэропорта MSP.
Вплоть до 2000 года Международный аэропорт Миннеаполис/Сент-Пол использовал названия цветов в качестве обозначения конкорсов пассажирских терминалов. В 2000 году аэропорт перешёл на буквенные обозначения конкорсов, что является стандартом де-факто для подавляющего большинства гражданских аэропортов мира.
Терминал «Хамфри» используется для обслуживания всех международных рейсов, однако, в настоящее время работает главным образом на обработку рейсов чартерных авиакомпаний и других перевозчиков, включая бюджетные авиакомпании Sun Country Airlines, AirTran Airways и Southwest Airlines. В 1998 году в Международный аэропорт Миннеаполис/Сент-Пол открыла регулярные рейсы из Рейкьявика флагманская авиакомпания Исландии Icelandair. В том же году магистральная авиакомпания Northwest Airlines (NWA) открыла дальнемагистральные рейсы из Миннеаполиса в Гонконг и Осаку на самолётах Boeing 747-400, которые, тем не менее были отменены уже в конце года из-за малой загрузки самолётов. NWA также выполняла регулярные рейсы в Осло и Франкфурт на лайнерах Douglas DC-10, позднее отменённые по аналогичной причине. В конце 1990-х — начале 2000-х годов в Международный аэропорт Миннеаполис/Сент-Пол из Амстердама летала голландская флагманская авиакомпания KLM (используя самолёты Boeing 747—400 и MD-11), которые были прекращены в 2003 году в связи с вступлением NWA и KLM в партёрское соглашение по пассажирским перевозкам.
В 2008 году мексиканская авиакомпания Aeroméxico получила разрешение Министерства транспорта США на открытие регулярных беспосадочных рейсов из Международного аэропорта Мехико в Международный аэропорт Миннеаполис/Сент, однако, в связи с текущей нехваткой у перевозчика дальнемагистральных самолётов данный маршрут пока не введён в регулярном режиме. В том же году региональная авиакомпания Great Lakes Airlines объявила о планах открыть несколько регулярных рейсов из MSP в Бруклин (Южная Дакота).
В главном терминале Международного аэропорта Миннеаполис/Сент-Пол размещаются три зала повышенной комфортности для привилегированных пассажиров: два зала Delta Air Lines для членов бонусной программы Sky Clubs и один зал авиакомпании United Airlines для членов программы Red Carpet Club.

## Проект MSP Vision 2020

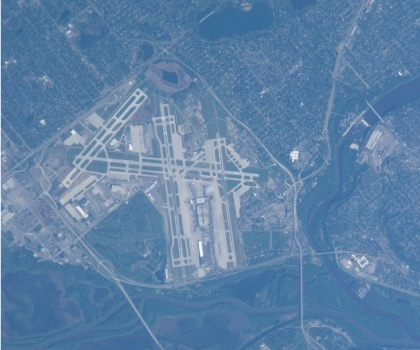
Международный аэропорт Миннеаполис/Сент-Пол, вид сверху

В 2004 году руководство авиакомпании Northwest Airlines предложило масштабный проект «MSP 2020 Vision» по расширению территории Терминала «Линдберг» и реорганизации его инфраструктуры. План в числе прочего включал в себя поэтапный перенос рейсов всех авиакомпаний, кроме NWA и её партнёров по глобальному авиационному альянсу SkyTeam, в здание второго Терминала «Хамфри». В целом рынок гражданских перевозок отреагировал на предложение NWA негативным образом, при этом эксперты отрасли утверждали, что авиакомпания сознательно использует свои лидирующие позиции в Международном аэропорту Миннеаполис/Сент-Пол, вытесняя других перевозчиков и периодически повышая цены на авиабилеты. Против проекта однозначно выступила авиакомпания-дискаунтер AirTran Airways, однако магистральные перевозчики American Airlines и United Airlines предпочли занять нейтральную позицию по этому поводу, поскольку сами эксплуатируют в аэропорту собственные закреплённые стойки регистрации и выходы на посадку (гейты). В 2005 году управляющая компания «Центральная комиссия аэропортов Миннеаполиса» утвердила проект NWA с соблюдением следующих условий:
- Терминал «Хамфри» будет расширен до 22-х выходов на посадку, количество гейтов при этом будет удвоено по сравнению с текущими значениями;
- будет построена новая автомобильная парковка у Терминала «Хамфри»;
- Delta Air Lines и другие авиакомпании альянса SkyTeam получают эксклюзивные права на использование всего Терминала «Линдберг»;
- все авиакомпании, не входящие в авиаальянс SkyTeam, будут обслуживаться в Терминале «Хамфри»;
- Конкорс C Терминала «Линдберг» реорганизуется под обслуживание региональных реактивных самолётов;
- на территории прежнего небольшого конкорса B авиакомпании Northwest Airlines будет возведён новый Конкорс H для использования другими авиаперевозчиками.

В связи с банкротством в 2005 году авиакомпаний Northwest Airlines и Mesaba Airlines, а также в силу ряда других причин, значительная часть утверждённого плана не реализуется до сих пор. AirTran Airways и Icelandair перенесли обслуживание своих рейсов из Терминала «Линдберг» в Терминал «Хамфри» и используют новую автомобильную стоянку у здания второго терминала. Также, выполнены работы по реконструкции Конкорса C под региональные реактивные самолёты. Однако, по состоянию на начало 2010 года все остальные работы по реализации плана MSP Visio 2020 фактически заморожены и сроки их возобновления в настоящее время не определены.

## Авиакомпании и направления

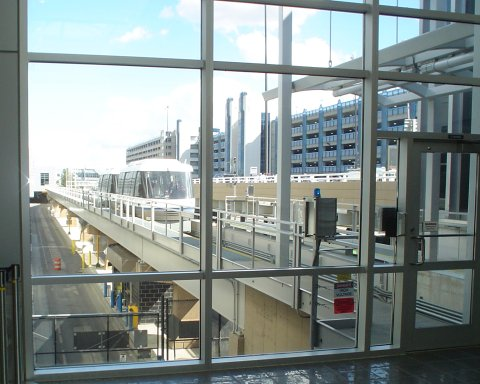
Остановка трамвайных линий перед зданием Терминала «Хамфри»

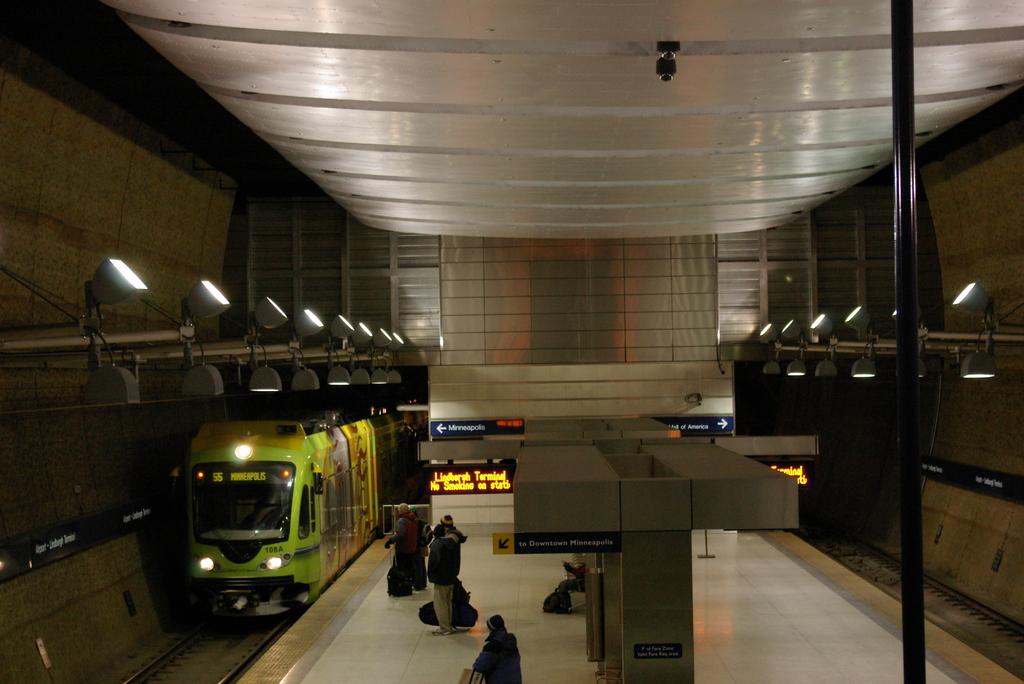
Подземная остановка в здании Терминала «Линдберг»

Конкорсы A-G расположены в здании Терминала «Линдберг», конкорс H — в здании Терминала «Хамфри».

## Военная инфраструктура
На территории Международного аэропорта Миннеаполис/Сент-Пол базируются 934-е воздушное крыло (934 AW), подразделения Командования резерва ВВС США и 133-е воздушное крыло Военно-воздушных сил национальной гвардии США в Миннесоте. Военные части используют транспортные самолёты Lockheed C-130 Hercules, которые находятся в оперативном распоряжении Командования воздушных перевозок. Численность 934-го крыла составляет около 1300 военнослужащих, из которых 250 человек служат по контракту в резерве и резервной технической службе. 133-е крыло насчитывает более 2600 военнослужащих, включая контрактников и служащих персонала на неполном рабочем дне.

## Взлётно-посадочные полосы
Международный аэропорт Миннеаполис/Сент-Пол эксплуатирует четыре взлётно-посадочные полосы:
- 4/22 размерами 3354 × 46 метров с бетонным покрытием;
- 12R/30L размерами 3048 × 61 метр с асфальтобетонным покрытием;
- 12L/30R размерами 2499 × 46 метров с асфальтобетонным покрытием и
- 17/35 размерами 2438 × 46 метров с бетонным покрытием, введённая в эксплуатацию в октябре 2005 года.